# Jens Møller (politiker)
 Der er flere personer med dette navn, se Jens Møller.
Jens Jørgen Møller (født 5. januar 1921 i Gerlev, død 27. april 2015 i Kolding) var landsformand for Kristeligt Folkeparti i perioden 1973-1979. Han afløste Jacob Christensen og blev efterfulgt af Flemming Kofod-Svendsen. Under denne periode var han bl.a. formand for partiet, da de første gang kom i Folketinget. Senere opstod der uenighed internt i partiet om bl.a. EU-spørgsmål, der fik Jens Møller til at gå til Det Konservative Folkeparti, for hvem han sad i Kolding Byråd. I 2008 meldte han sig ind i Kristendemokraterne igen, hvor han også er æresmedlem.

## Liv og karriere
Handelseksamen fra Niels Brock, senere landbrugsuddannet. Han arbejdede som lærer ved Nr. Nebel Realskole.
Under krigen var han modstandsmand med opgaver som at oplyse personer om, at de stod på nogle af nazisternes bortførelseslister og at sprænge dæk på tyske militærkøretøjer.
Senere blev han meget interesseret i religiøse spørgsmål, hvor et trosafklarende vendepunkt blev da han en aften ville have et bevis for Guds eksistens og fik to stjerneskud i træk som svar. Han kom på missionsskole, tog en teologisk uddannelse og var udsendt som præst og missionær i Sydindien for Dansk Missions Selskab.
Han konverterede i 1960 til den katolske kirke.
Han har også været forstander for Sankt Birgittas Skole, som han omdøbte til det mere folkelige Sankt Ibs Skole, der ligger i Horsens, og hvor hans ældste søn Michael har været underviser i en årrække. Senere virkede han som overlærer ved Sankt Michaels Skole i Kolding.
Han blev medlem af Kristeligt Folkeparti i 1970, var formand 1973-1979 og repræsenterede i denne periode partiet i Folketinget. Jens Møller blev den første partiformand i danmarkshistorien, der ikke blev genvalgt, uden at partiet røg ud af folketinget. Siden er det kun sket for Anders Samuelsen (LA).
Derefter var han i to perioder medlem af Kolding byråd. Han meldte sig ud af Kristeligt Folkeparti i 1992, da partiet gik imod Maastricht-traktaten.

## Forfatterskab
- Sejre og Nederlag (ISBN 978-87-574-3790-4).

## Familie
Han var gift med Gudrun, med hvem han havde tre børn, Michael, Jo og Flemming. Den mellemste søn er kunstmaler og den yngste søn Flemming Møller har været medlem af Folketinget for Venstre, hvor han besad posten som EU-, Grønlands- og Dyrevelværdsordfører.